# Egon Günther
Egon Günther (ur. 30 marca 1927 w Schneebergu, zm. 31 sierpnia 2017 w Poczdamie) – niemiecki reżyser filmowy i scenarzysta.
Jego film Lotta w Weimarze był nominowany do Złotej Palmy na 28. Międzynarodowym Festiwalu Filmowym w Cannes. W 1985 roku jego film Morenga był nominowany do Złotego Niedźwiedzia na 35. Międzynarodowym Festiwalu Filmowym w Berlinie. Był członkiem Socjalistycznej Partii Jedności Niemiec.

## Filmografia
- Das Kleid (1961)
- Ten trzeci (Der Dritte) (1971)
- Lotta w Weimarze (Lotte in Weimar) (1974)
- Die Leiden des jungen Werthers (1976)
- Morenga (1985)